# Eccellenza Abruzzo 2019-2020
Il campionato italiano di calcio di Eccellenza regionale 2019-2020 è il ventinovesimo organizzato in Italia. Rappresenta il quinto livello del calcio italiano.
Tutte le squadre iscritte al campionato di Eccellenza hanno diritto, salvo mancate iscrizioni, a partecipare alla fase regionale della Coppa Italia Dilettanti Abruzzo 2019-2020.
A causa della pandemia di COVID-19 in Italia, la F.I.G.C. ha deciso per la sospensione definitiva del torneo al 
1º Marzo 2020.

## Stagione

### Formula
La formula prevede la promozione diretta in Serie D per la squadra che giunge in prima posizione al termine del campionato. I play-off si disputeranno tra la seconda e la quinta classificata: le semifinali si svolgeranno tra la seconda e la quinta classificata e tra la terza e la quarta, in casa della meglio classificata.
Il numero e le modalità di definizione delle retrocessioni, come da regolamento regionale, sono vincolate alla retrocessione di compagini abruzzesi dal campionato di Serie D.

## Squadre partecipanti
| Club                                    | Città (provincia)                | Stadio                            | Stagione precedente                          |
| --------------------------------------- | -------------------------------- | --------------------------------- | -------------------------------------------- |
| A.S.D. 2000 Acqua e Sapone Montesilvano | Montesilvano (PE)                | Stadio Galileo Speziale           | 11ª in Eccellenza Abruzzo                    |
| A.S.D. Alba Adriatica                   | Alba Adriatica (TE)              | Stadio Luca Vallese               | 5ª in Eccellenza Abruzzo                     |
| A.S.D. Angizia Luco                     | Luco dei Marsi (AQ)              | Stadio Comunale                   | 1ª in Promozione Abruzzo, girone A. Promosso |
| A.S.D. Bacigalupo Vasto Marina          | Vasto (CH)                       | Campo Stingi (San Salvo)          | 2ª in Promozione Abruzzo, girone B. Promosso |
| A.S.D. Capistrello                      | Capistrello (AQ)                 | Stadio Comunale                   | 6ª in Eccellenza Abruzzo                     |
| A.S.D. Castelnuovo Vomano               | Castelnuovo Vomano (TE)          | Stadio Comunale                   | 2ª in Promozione Abruzzo, girone A. Promosso |
| A.S.D. Cupello                          | Cupello (CH)                     | Stadio Comunale                   | 9ª in Eccellenza Abruzzo                     |
| Il Delfino Flacco Porto                 | Pescara                          | Campo San Marco                   | 10ª in Eccellenza Abruzzo                    |
| A.S.D. Lanciano Calcio 1920             | Lanciano (CH)                    | Stadio Guido Biondi               | 1ª in Promozione Abruzzo, girone B. Promosso |
| A.S.D. Nereto Calcio 1914               | Nereto (TE)                      | Stadio Comunale                   | 13ª in Eccellenza Abruzzo                    |
| A.S.D. Nerostellati                     | Pratola Peligna (AQ)             | Stadio Ezio Ricci                 | 15ª in Eccellenza Abruzzo                    |
| A.S.D. Paterno                          | Paterno (fraz. di Avezzano) (AQ) | Stadio Comunale di Capistrello    | 14ª in Eccellenza Abruzzo                    |
| A.S.D. Penne Calcio                     | Penne (PE)                       | Stadio Fernando Colangelo         | 7ª in Eccellenza Abruzzo                     |
| A.S.D. Pontevomano Calcio               | Villa Vomano di Teramo (TE)      | Stadio Comunale                   | 12ª in Eccellenza Abruzzo                    |
| Renato Curi Angolana                    | Città Sant'Angelo (PE)           | Stadio Leonardo Petruzzi          | 8ª in Eccellenza Abruzzo                     |
| A.S.D. Sambuceto Calcio                 | San Giovanni Teatino (CH)        | Stadio Cittadella dello Sport     | 3ª in Eccellenza Abruzzo                     |
| A.S.D. Spoltore Calcio                  | Spoltore (PE)                    | Stadio Comunale Adriano Caprarese | 4ª in Eccellenza Abruzzo                     |
| Pol. D. Torrese                         | Villa Torre di Castellalto (TE)  | Stadio Comunale                   | 2ª in Eccellenza Abruzzo                     |

## Classifica finale
|  | Pos. | Squadra                 | Pt | G  | V  | N  | P  | GF | GS | DR  |
|  | ---- | ----------------------- | -- | -- | -- | -- | -- | -- | -- | --- |
|  | 1.   | Castelnuovo Vomano      | 66 | 28 | 20 | 6  | 2  | 57 | 10 | +47 |
|  | 2.   | Lanciano 1920           | 57 | 28 | 17 | 6  | 5  | 59 | 23 | +36 |
|  | 3.   | Torrese                 | 49 | 28 | 14 | 7  | 7  | 48 | 29 | +19 |
|  | 4.   | Alba Adriatica          | 46 | 28 | 13 | 7  | 8  | 42 | 34 | +8  |
|  | 5.   | Penne                   | 44 | 28 | 11 | 11 | 6  | 40 | 29 | +11 |
|  | 6.   | Acqua&Sapone            | 42 | 28 | 10 | 12 | 6  | 38 | 31 | +7  |
|  | 7.   | Capistrello             | 42 | 28 | 12 | 6  | 10 | 36 | 36 | 0   |
|  | 8.   | Nerostellati            | 41 | 28 | 12 | 5  | 11 | 33 | 35 | -2  |
|  | 9.   | Spoltore                | 40 | 28 | 12 | 4  | 12 | 31 | 40 | -9  |
|  | 10.  | Cupello                 | 38 | 28 | 11 | 5  | 12 | 38 | 37 | +1  |
|  | 11.  | Angizia Luco            | 36 | 28 | 10 | 6  | 12 | 25 | 37 | -12 |
|  | 12.  | Il Delfino Flacco Porto | 35 | 28 | 9  | 8  | 11 | 37 | 40 | -3  |
|  | 13.  | Sambuceto               | 33 | 28 | 8  | 9  | 11 | 31 | 32 | -1  |
|  | 14.  | Pontevomano             | 31 | 28 | 7  | 10 | 11 | 39 | 44 | -5  |
|  | 15.  | Bacigalupo Vasto Marina | 30 | 28 | 9  | 3  | 16 | 32 | 44 | -12 |
|  | 16.  | Nereto                  | 30 | 28 | 6  | 12 | 10 | 28 | 30 | -2  |
|  | 17.  | R.C. Angolana           | 28 | 28 | 6  | 9  | 13 | 32 | 49 | -17 |
|  | 18.  | Paterno                 | 5  | 28 | 1  | 2  | 25 | 7  | 74 | -67 |

Legenda:
      Promossa in Serie D 2020-2021.
      Retrocessa in Promozione 2020-2021.
Regolamento:
Tre punti a vittoria, uno a pareggio, zero a sconfitta.

## Risultati

### Tabellone
Ogni riga indica i risultati casalinghi della squadra segnata a inizio della riga, contro le squadre segnate colonna per colonna (che invece avranno giocato l'incontro in trasferta). Al contrario, leggendo la colonna di una squadra si avranno i risultati ottenuti dalla stessa in trasferta, contro le squadre segnate in ogni riga, che invece avranno giocato l'incontro in casa.

I match non disputati sono tutti stati annullati, come deciso dal Consiglio Federale della FIGC, a causa della pandemia di COVID-19.
|                      | AES  | ALB  | ANG  | BAC  | CAP  | CAS  | CUP  | DFP  | LAN  | NER  | NSP  | PAT  | PEN  | PON  | RCA  | SAM  | SPO  | TOR  |
| -------------------- | ---- | ---- | ---- | ---- | ---- | ---- | ---- | ---- | ---- | ---- | ---- | ---- | ---- | ---- | ---- | ---- | ---- | ---- |
| Acqua e Sapone       | –––– | 1-1  | 2-0  | 1-0  | 2-0  | 0-0  | 2-0  | 1-1  | 2-3  | 1-0  | 4-0  | n.d. | n.d. | 1-0  | 3-1  | 2-2  | 0-1  | n.d. |
| Alba Adriatica       | 0-0  | –––– | 6-1  | 3-0  | 1-0  | 0-2  | 2-0  | 2-1  | 2-1  | 1-1  | 3-0  | 1-0  | 0-0  | 1-4  | n.d. | 1-1  | n.d. | 0-1  |
| Angizia Luco         | 4-2  | 2-0  | –––– | 1-0  | 0-0  | 0-1  | n.d. | 1-0  | 0-2  | n.d. | n.d. | 3-0  | 0-0  | 1-1  | 2-0  | n.d. | 0-0  | 1-1  |
| Bacigalupo Vasto     | 2-2  | 1-2  | 0-1  | –––– | 2-0  | 0-1  | n.d. | n.d. | n.d. | 0-2  | 0-1  | 2-0  | 3-3  | 4-1  | 2-1  | 0-0  | 0-1  | 2-3  |
| Capistrello          | 2-0  | n.d. | 5-1  | 2-1  | –––– | 0-4  | 2-1  | 2-2  | 2-4  | 2-1  | 2-0  | 2-0  | 0-0  | 3-1  | n.d. | 1-1  | 1-0  | n.d. |
| Castelnuovo Vomano   | 1-1  | 4-0  | 2-0  | 0-1  | 4-0  | –––– | 4-0  | 1-0  | 3-1  | 2-0  | 4-0  | n.d. | 1-3  | 1-1  | n.d. | 1-0  | 5-0  | n.d. |
| Cupello              | n.d. | 2-1  | 2-1  | 1-2  | n.d. | n.d. | –––– | 0-1  | 1-3  | 1-0  | 3-2  | 6-0  | 1-0  | 2-2  | 1-3  | 5-1  | 0-2  | 2-0  |
| Il Delfino F.P.      | 1-4  | n.d. | 4-1  | 3-1  | n.d. | n.d. | 0-2  | –––– | 2-2  | 1-1  | 0-4  | 4-0  | 2-2  | 3-1  | 1-1  | 0-2  | 0-1  | 1-3  |
| Lanciano             | 0-2  | n.d. | 1-0  | 1-0  | n.d. | 0-0  | 0-0  | 2-0  | –––– | 4-0  | 2-0  | 7-0  | 3-0  | 4-2  | 0-0  | 1-0  | 6-0  | 0-2  |
| Nereto               | n.d. | 1-1  | 0-1  | n.d. | 1-1  | 0-0  | 2-1  | 1-1  | 1-1  | –––– | 0-0  | n.d. | n.d. | 0-1  | 1-0  | n.d. | 3-1  | 1-0  |
| Nerostellati         | n.d. | 2-0  | 1-0  | 4-0  | 2-0  | n.d. | 0-0  | 0-2  | 0-5  | n.d. | –––– | 2-0  | 1-0  | 2-3  | 0-0  | 0-1  | 2-0  | 0-1  |
| Paterno              | 1-1  | 1-3  | n.d. | n.d. | 0-2  | 1-4  | 1-0  | 0-2  | 0-1  | 0-6  | 0-1  | –––– | 0-1  | n.d. | 1-3  | 0-5  | 0-1  | 1-1  |
| Penne                | 1-1  | 1-1  | n.d. | 4-1  | 3-0  | 0-1  | 1-1  | 3-1  | 1-1  | 1-0  | n.d. | 5-1  | –––– | n.d. | 2-0  | 0-0  | 1-0  | 2-1  |
| Pontevomano          | 0-0  | 1-3  | 0-1  | 3-0  | 2-4  | 0-1  | n.d. | n.d. | 1-3  | 2-2  | n.d. | 3-0  | 2-2  | –––– | 0-0  | 1-0  | 1-1  | 2-2  |
| Renato Curi Angolana | 3-3  | 1-4  | 1-0  | n.d. | 1-1  | 0-3  | 1-1  | 0-1  | n.d. | 1-1  | 2-3  | 2-0  | 3-2  | 1-3  | –––– | 0-3  | n.d. | 2-2  |
| Sambuceto            | 2-0  | n.d. | 0-1  | 0-3  | 0-1  | 2-2  | 1-1  | 1-1  | n.d. | 1-0  | 1-1  | 2-0  | n.d. | 0-0  | 2-4  | –––– | 1-2  | 0-2  |
| Spoltore             | n.d. | 2-3  | 5-1  | 1-3  | 1-0  | 0-4  | 0-1  | n.d. | n.d. | 2-2  | 0-2  | 1-0  | 1-2  | 2-1  | 4-0  | n.d. | –––– | 1-0  |
| Torrese              | 5-1  | 3-0  | 1-1  | n.d. | 2-1  | 0-1  | 1-3  | 1-2  | 2-1  | 1-1  | 2-2  | 3-0  | 3-0  | n.d. | 3-1  | 2-0  | n.d. | –––– |